# Puente Viesgo
Puente Viesgo es un municipio y localidad de la comunidad autónoma de Cantabria (España), situado en la comarca de los Valles Pasiegos. Por este municipio discurre el río Pas. Uno de sus mayores atractivos culturales y turísticos es el complejo de las cuevas del monte Castillo, formado por cuatro cavidades reconocidas como patrimonio de la humanidad debido a su arte rupestre, aunque solo dos de ellas se pueden visitar actualmente (la cueva de Las Monedas y la cueva de El Castillo). En sus inmediaciones se encuentra el Centro de Arte Rupestre de Cantabria.
Puente Viesgo, y más concretamente la localidad de Vargas, se encuentra en un cruce de caminos: la carretera de Santander a Burgos (N-623) y la de la costa cantábrica (N-634). El municipio fue lugar de paso del ferrocarril Astillero-Ontaneda, del que permanecen aún la antigua estación y las vías transformadas en vía verde.

## Símbolos
Descripción del escudo de armas del Ayuntamiento de Puente Viesgo, Cantabria (Según el Archivo de Heráldica y Genealogía. Santander, mayo de 1989):
Trae en campo de plata un Monte de Sinople (verde) cargado en su parte baja de un Puente de piedra de tres ojos en su color natural colocado sobre rocas bajo el que discurre un río en Plata y Azur.
Bordea el escudo una Filiera o Filete de Gules (rojo).
Timbrado con Corona Real de España, compuesta de un círculo engastado en piedras preciosas compuesto de ocho florines (vistos cinco) y de hojas de Acanto interpoladas de Perlas que convergen en un Mundo de Azur con el Semi-meridiano y el Ecuador de Oro sumado de una Cruz. La Corona va forrada de Gules.

## Geografía
Integrado en la comarca de Valles Pasiegos, se sitúa a 31 kilómetros de Santander. El término municipal está atravesado por las siguientes carreteras:
- Autovía del Cantábrico (A-8): permite la comunicación rápida con Bilbao y Oviedo.
- Carretera nacional N-634, alternativa convencional a la anterior.
- Carretera nacional N-623, entre los pK 123 y 130, que une Burgos con Santander.
- Carretera autonómica CA-170, que se dirige hacia Los Corrales de Buelna.
- Carreteras locales que conectan con Piélagos y Santiurde de Toranzo.

| Noroeste: Torrelavega           | Norte: Piélagos         | Nordeste: Castañeda                    |
| Oeste: San Felices de Buelna    |                         | Este: Castañeda y Santiurde de Toranzo |
| Suroeste: San Felices de Buelna | Sur: Corvera de Toranzo | Sureste: Corvera de Toranzo            |

### Clima
El territorio municipal se ubica en la región climática de la Ibéria Verde de clima Europeo Occidental, clasificada también como clima templado húmedo de verano fresco del tipo Cfb según la clasificación climática de Köppen.
Los principales rasgos del municipio a nivel general son unos inviernos suaves y veranos frescos, sin cambios bruscos estacionales, siendo la diferencia entre el invierno y el verano de unos once o doce grados. El aire es húmedo con abundante nubosidad y las precipitaciones son frecuentes en todas las estaciones del año, alcanzando una media anual en torno a los mil doscientos milímetros, con escasos valores excepcionales a lo largo del año y máximos pluviométrico a finales de otoño y en primavera.
La temperatura media de la región ha aumentado en los últimos cincuenta años 0,6 °C, mientras que las precipitaciones ha experimentado un descenso del 10 %. Cada uno de los años de la serie 1981-2010 fueron claramente más secos y cálidos que los de la serie 1951-1980. Y todo indica que las fluctuaciones intra-estacionales del régimen termo-pluviométrico fueron más intensas durante el periodo 1981-2010.

### Naturaleza

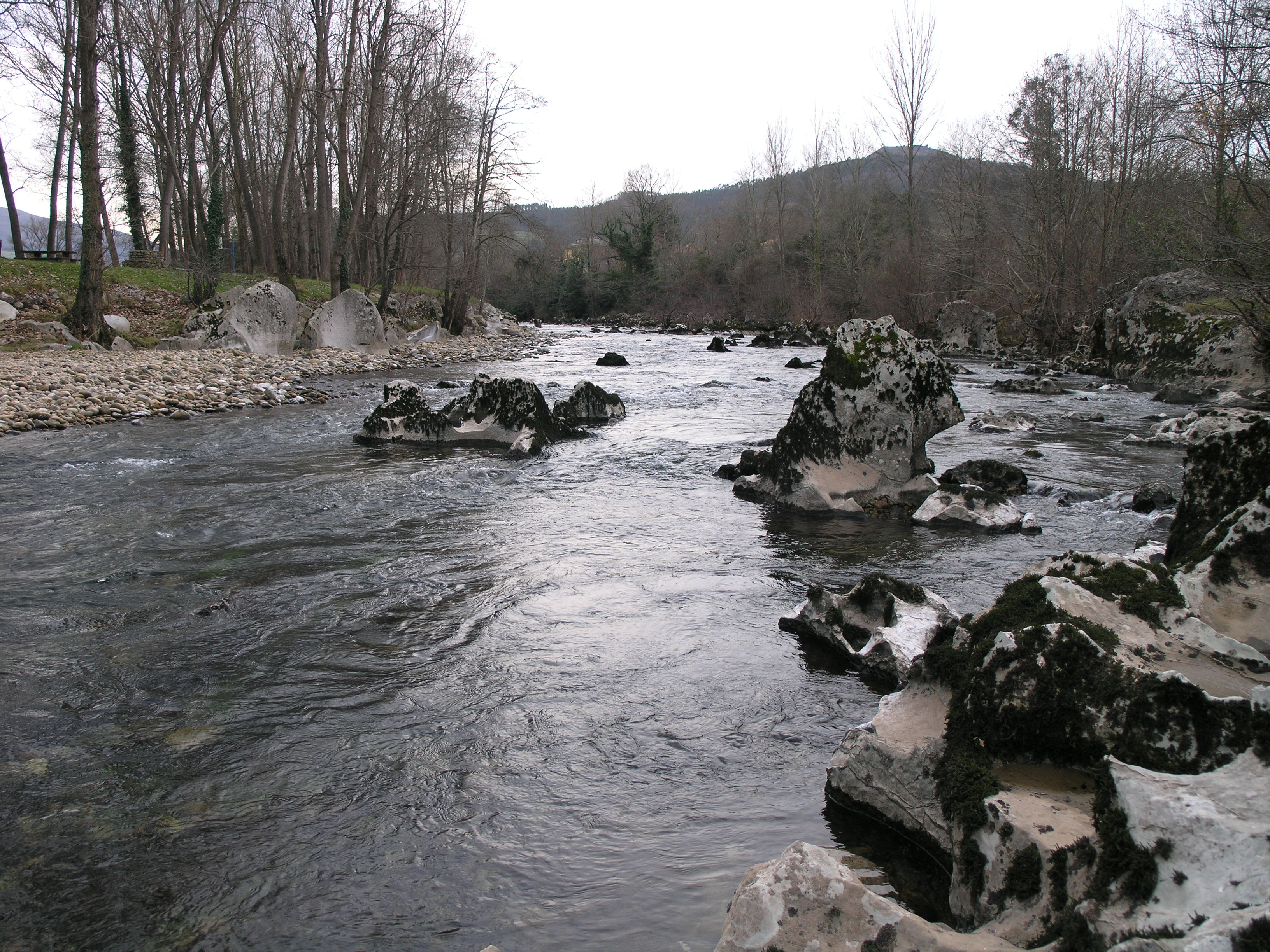
El río Pas a su paso por Puente Viesgo

Puente Viesgo es un municipio eminentemente rural en el cual existen diversos recursos naturales de interés. El principal es el río Pas, que lo cruza de sur a norte, primero haciendo de límite con Santiurde de Toranzo, luego desviándose hacia la capital municipal, y finalmente marcando el límite con Castañeda y Piélagos.
La orografía es bastante accidentada, desde los 30 metros a orillas del río Pas al norte hasta los 815 metros del monte La Cuera, en el extremo sur. De sus montañas, destacan el Alto de Camplé (682 m), el pico de la Capía (606 m) y el pico Castillo (356 m), con su característica forma cónica y su riqueza rupestre, así como la zona sur de la dilatada sierra del Dobra, que ocupa la parte central de este municipio. El Alto de Hijas o Collado de Trescampo (292 m), en la carretera desde Puente Viesgo a Los Corrales de Buelna, permite pasar del valle del río Pas al del río Besaya. Deben mencionarse, finalmente, los montes de Hijas y Aés, de mayor altitud pero de formas más suaves, y dominados por extensos bosques caducifolios, con robles y hayas. En el resto del municipio predomina el arbolado de repoblación: eucaliptos y pinos para su explotación industrial. La capital municipal se alza a 71 metros sobre el nivel del mar.

## Historia
En este territorio, la presencia humana data desde hace más de 150 000 años, como acreditan las distintas cuevas que hay en el Monte Castillo, en las que hay muestras que van desde el Paleolítico hasta la Edad del Bronce. En época de los romanos también estuvieron habitados estos montes, como prueba el yacimiento arqueológico del Campo Las Cercas (Hijas), donde se asentó un campamento romano con capacidad de hasta dos legiones, que participaron en las guerras cántabras.
Ya en la Alta Edad Media, Puente Viesgo se incluye en el valle de Toranzo, dentro de la Merindad de las Asturias de Santillana. Puente Viesgo era un lugar estratégico para la vigilancia de los valles de Toranzo y Piélagos, y paso obligado hacia la meseta castellana. Las distintas poblaciones de Puente Viesgo están documentadas desde el año 1000, dependiendo del señorío abacial de Santa Cruz de Castañeda o de Santillana del Mar. En estos documentos se alude al puente sobre el río Pas, de donde le vendría el nombre al municipio. Posteriormente, pasó el valle al señorío de los marqueses de Aguilar de Campoo, condes de Castañeda, declarándose su condición de behetría en el Pleito de los Nueve Valles, fallado en 1661. Pasó entonces a formar parte del Real Valle de Toranzo; no obstante, siguió ejerciéndose señorío por los marqueses de Aguilar hasta el año 1779, fecha en que pudo recuperar plenamente su condición de realengo.
Durante los siglos XVII y XVIII, esta zona vivió una fase de desarrollo económico, construyéndose numerosas casonas que aún pueden verse hoy en día. Ya en el siglo XVIII eran conocidas las cualidades de las aguas termales del manantial de Puente Viesgo. Puente Viesgo fue uno de los ayuntamientos constitucionales, pero que como el resto de España, no tuvo plena efectividad hasta el fallecimiento de Fernando VII en los años 1830. Vargas fue también escenario de la batalla de Vargas, en las Guerras Carlistas. En 1862 las aguas del balneario fueron declaradas de utilidad pública. A principios del siglo XX comenzó a investigarse y visitarse el conjunto rupestre del Monte Castillo, lo que, junto con la existencia del balneario, determinó la afluencia de turistas a la localidad.

## Demografía
Puente Viesgo cuenta con una población de 2877 habitantes (INE 2024).
| Gráfica de evolución demográfica de Puente Viesgo entre 1842 y 2021                                                 |
| |
| Población de derecho según los censos de población del INE Población de hecho según los censos de población del INE |

### Núcleos de población
- Aés
- Hijas
- Las Presillas
- Puente Viesgo (capital)
- Vargas

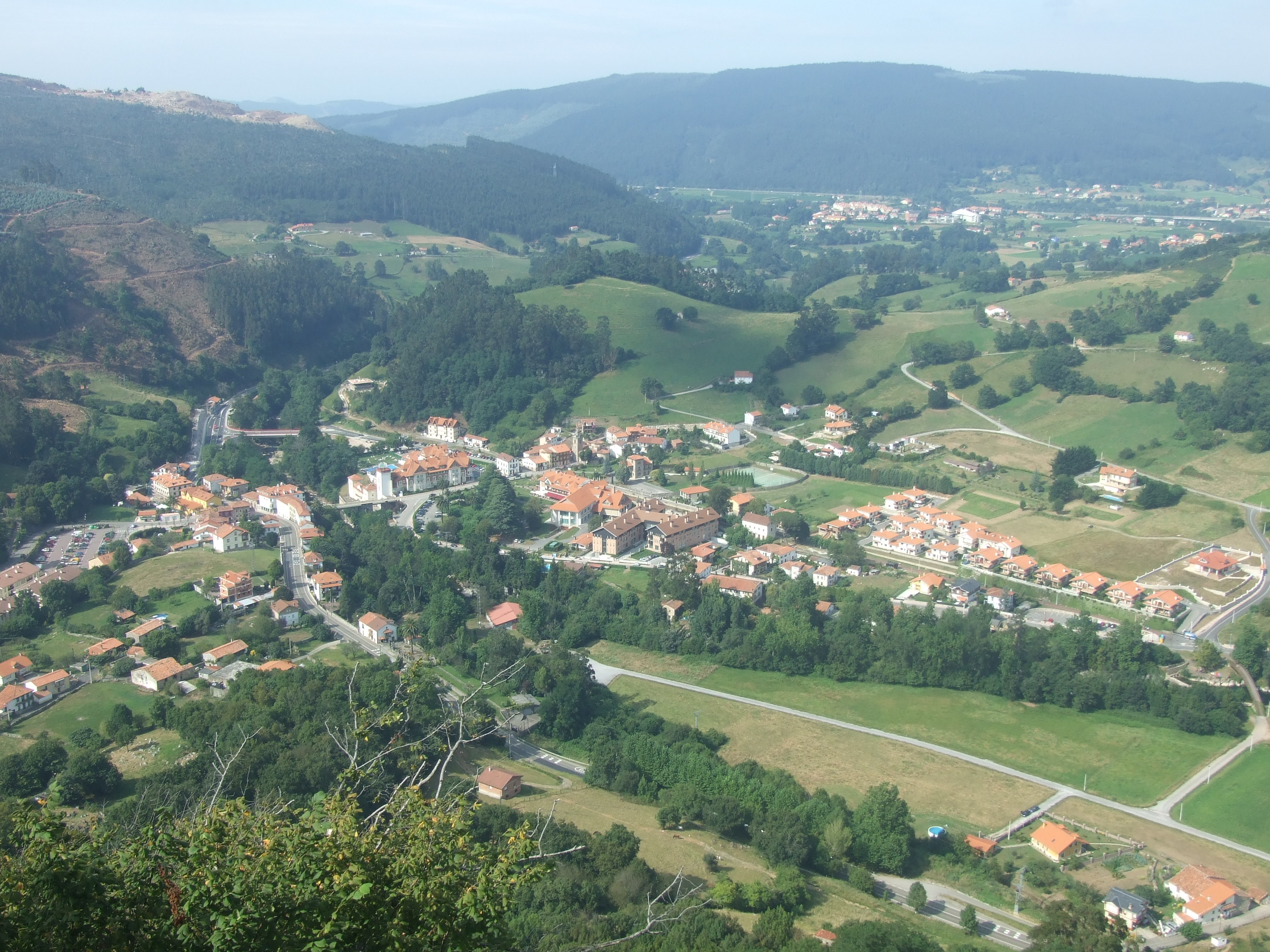
Vista de Puente Viesgo desde el monte del Castillo

Puente Viesgo es también el nombre de la capital del municipio. Tenía 530 habitantes en el año 2008 (INE). Está a 71 m s. n. m., junto a un puente para cruzar el río Pas. Dista 28,5 kilómetros de la capital regional. Se ha convertido en un centro turístico. De su patrimonio arquitectónico destaca la «Casona de Fuentes Pila», de estilo neomontañés, proyectada en el año 1928, declarado Bien de Interés Cultural, con la categoría de Monumento, por Decreto 68/2002, de 6 de junio.
Desde Puente Viesgo se toma una carretera hacia el Monte Castillo, donde se encuentran cuatro cuevas con arte del Paleolítico: Cueva de El Castillo, Cueva de La Pasiega, Cueva de Las Chimeneas y Cueva de Las Monedas, todas ellas Bienes de Interés Cultural legalmente protegidos. Junto a ellas hay un centro de interpretación. Desde esta localidad de Puente Viesgo parten varios senderos de pequeño recorrido de Cantabria: la PR-S.17, llamada «El Castillo», subida de 5 kilómetros ida y vuelta; la PR-S. 18, «La Capía», subida de 12 kilómetro ida y vuelta y la PR-S. 19, «Corrobárceno», circuito de 3 kilómetros ida y vuelta.

## Economía

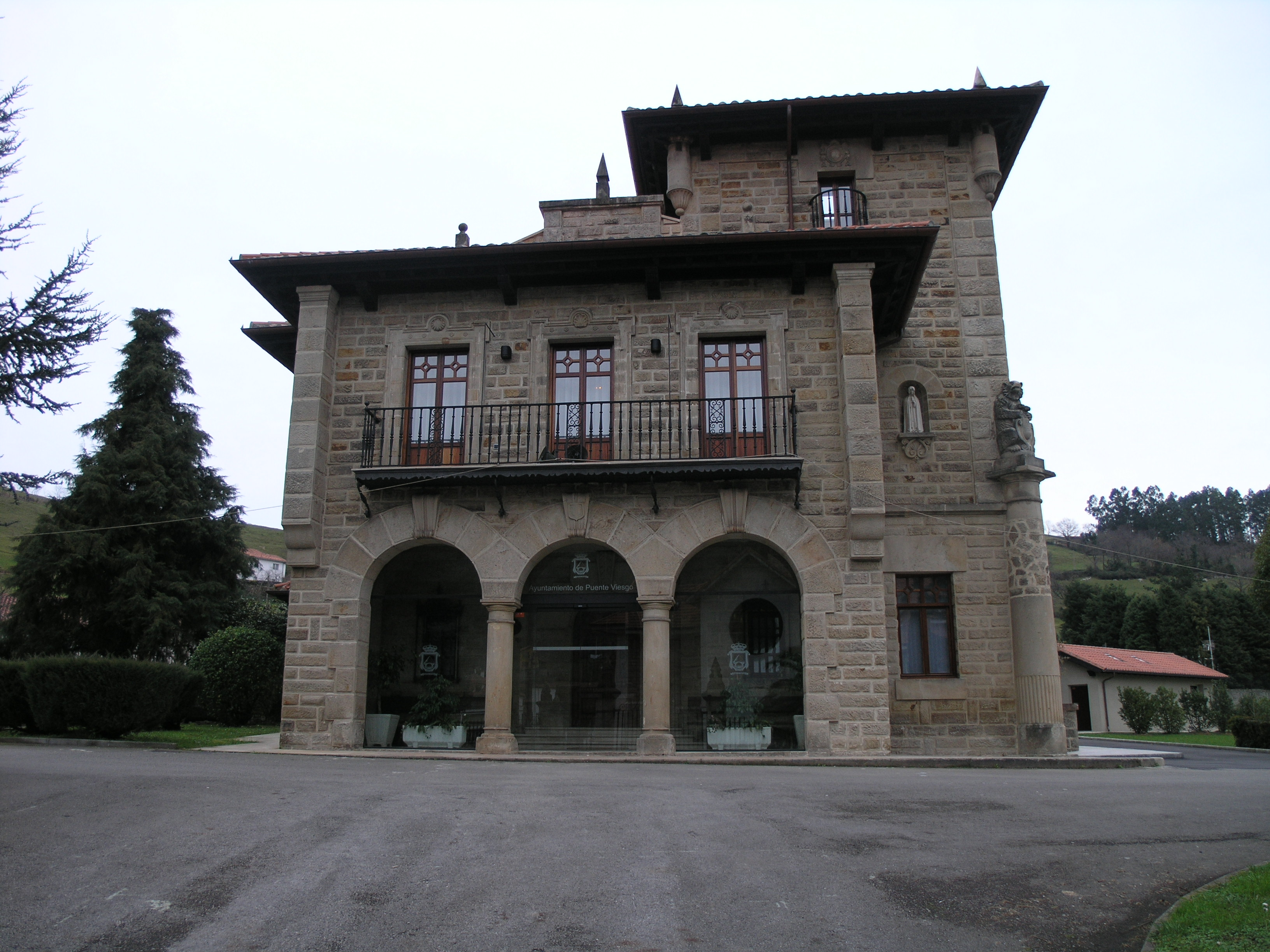
Casona de Fuentes Pila, sede del Ayuntamiento de Puente Viesgo

Como muchos otros municipios cántabros, se sigue ejerciendo la tradicional actividad agraria y ganadera, pero no llega al 10 % de la población activa, habiendo cedido el lugar preponderante al sector servicios, teniendo especial importancia el turismo tanto cultural de visita a las cuevas como termal. El sector terciario ocupa a casi la mitad de la población activa.

## Administración y política
El Ayuntamiento de Puente Viesgo es la institución encargada del gobierno y administración municipal. Está compuesto por el alcalde a cargo del poder ejecutivo y once concejales que ejercen como poder legislativo. Los concejales son elegidos directamente por el vecindario mediante sufragio universal, mientras que el alcalde es escogido en segunda instancia por estos, entre los cabezas de lista con representación en el Pleno.
Óscar Villegas (Partido Regionalista de Cantabria, PRC) es el actual alcalde del municipio.
| Periodo   | Nombre                   | Partido | Partido                                 |
| --------- | ------------------------ | ------- | --------------------------------------- |
| 2003-2019 | Rafael Lombilla Martínez |         | Partido Regionalista de Cantabria (PRC) |
| 2019-act. | Óscar Villegas Vega      |         | Partido Regionalista de Cantabria (PRC) |

| Partido político                         | 2023  | 2023  | 2023       | 2019  | 2019  | 2019       | 2015  | 2015  | 2015       | 2011  | 2011  | 2011       | 2007  | 2007  | 2007       | 2003  | 2003  | 2003       |
| Partido político                         | Votos | %     | Concejales | Votos | %     | Concejales | Votos | %     | Concejales | Votos | %     | Concejales | Votos | %     | Concejales | Votos | %     | Concejales |
| Partido Regionalista de Cantabria (PRC)  | 1447  | 80,07 | 11         | 1475  | 81,80 | 10         | 1351  | 70,15 | 9          | 1351  | 65,77 | 8          | 1320  | 65,77 | 8          | 1236  | 63,71 | 8          |
| Partido Popular (PP)                     | 118   | 6,53  | 0          | 177   | 9,81  | 1          | 292   | 15,16 | 1          | 418   | 20,35 | 2          | 317   | 15,79 | 2          | 368   | 18,97 | 2          |
| Partido Socialista Obrero Español (PSOE) | 102   | 5,64  | 0          | 132   | 7,32  | 0          | 210   | 10,90 | 1          | 170   | 8,28  | 1          | 226   | 11,26 | 1          | 194   | 10,00 | 1          |

## Cultura

### Patrimonio

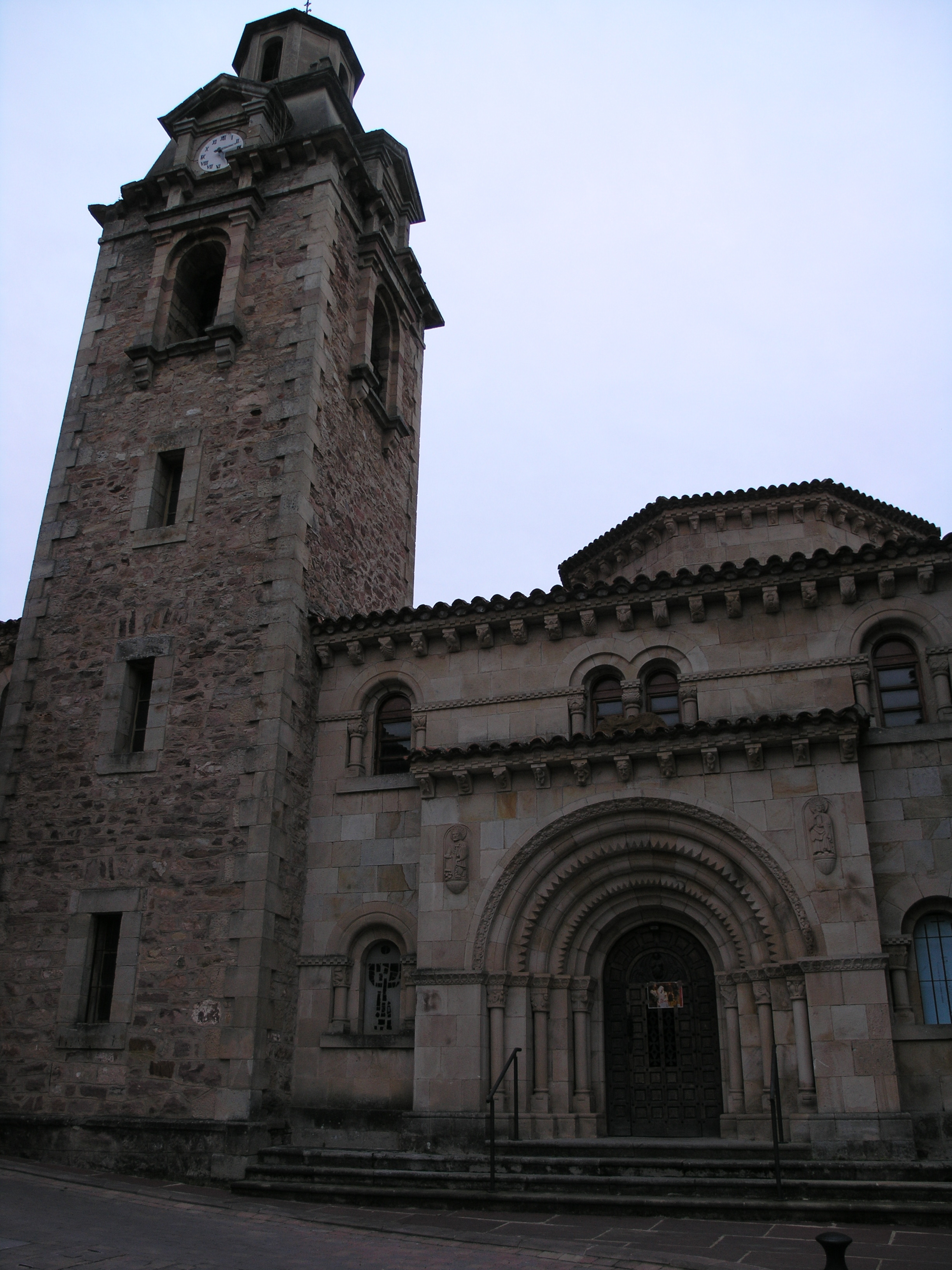
Iglesia parroquial de San Miguel, en la capital municipal

Seis son los bienes de interés cultural del municipio:
- Casona de los Fuentes-Pila, con la categoría de monumento.
- Cueva de La Pasiega, con la categoría de zona arqueológica y que forma parte del lugar Patrimonio de la Humanidad Arte rupestre paleolítico del Norte de España.
- Cueva de El Castillo, zona arqueológica, también Patrimonio de la Humanidad.
- Cueva de Las Chimeneas, zona arqueológica, Patrimonio de la Humanidad.
- Cueva de Las Monedas, en Hijas, zona arqueológica, Patrimonio de la Humanidad.
- Es uno de los municipios en los que se encuentra la zona arqueológica denominada Conjunto Arqueológico formado por los yacimientos de La Espina del Gallego, Cildá, el Cantón y Campo de Las Cercas; los otros son Corvera de Toranzo, Anievas, Molledo, Arenas de Iguña y San Felices de Buelna.

Además, en este municipio se encuentra una de las locomotoras de vapor (Udías, María, Revilla, Peñacastillo, Reyerta y Begoña 3) incluidas en el Inventario General de Cantabria; en concreto, se trata de la locomotora Reyerta, que se encuentra en la antigua estación de FEVE.
Cabe mencionar que en la cumbre del Monte Castillo se han hallado restos de lo que parece ser una fortaleza medieval, sin que haya documentación ni vestigios arqueológicos que permitan considerarlo un castro prerromano.
Por lo que se refiere al patrimonio religioso, la iglesia parroquial de la capital, dedicada a San Miguel, es de los años 1950, si bien conserva una torre del siglo XVII. Otras iglesias son: la de San Nicolás en Las Presillas, San Vitores en Hijas, Santa María en Vargas y la de San Román en Aés. En esta última localidad se encuentra, además, el santuario de Nuestra Señora de la Gracia.
En Aés pueden verse tanto casas con escudo del siglo XVII como construcciones populares en las que la solana o balcón orientado al sur corre entre dos hastiales o muros cortafuegos de mampostería. En otras localidades del municipio pueden verse diversas casas señoriales que datan de la época barroca y están realizadas en sillería.

### Fiestas

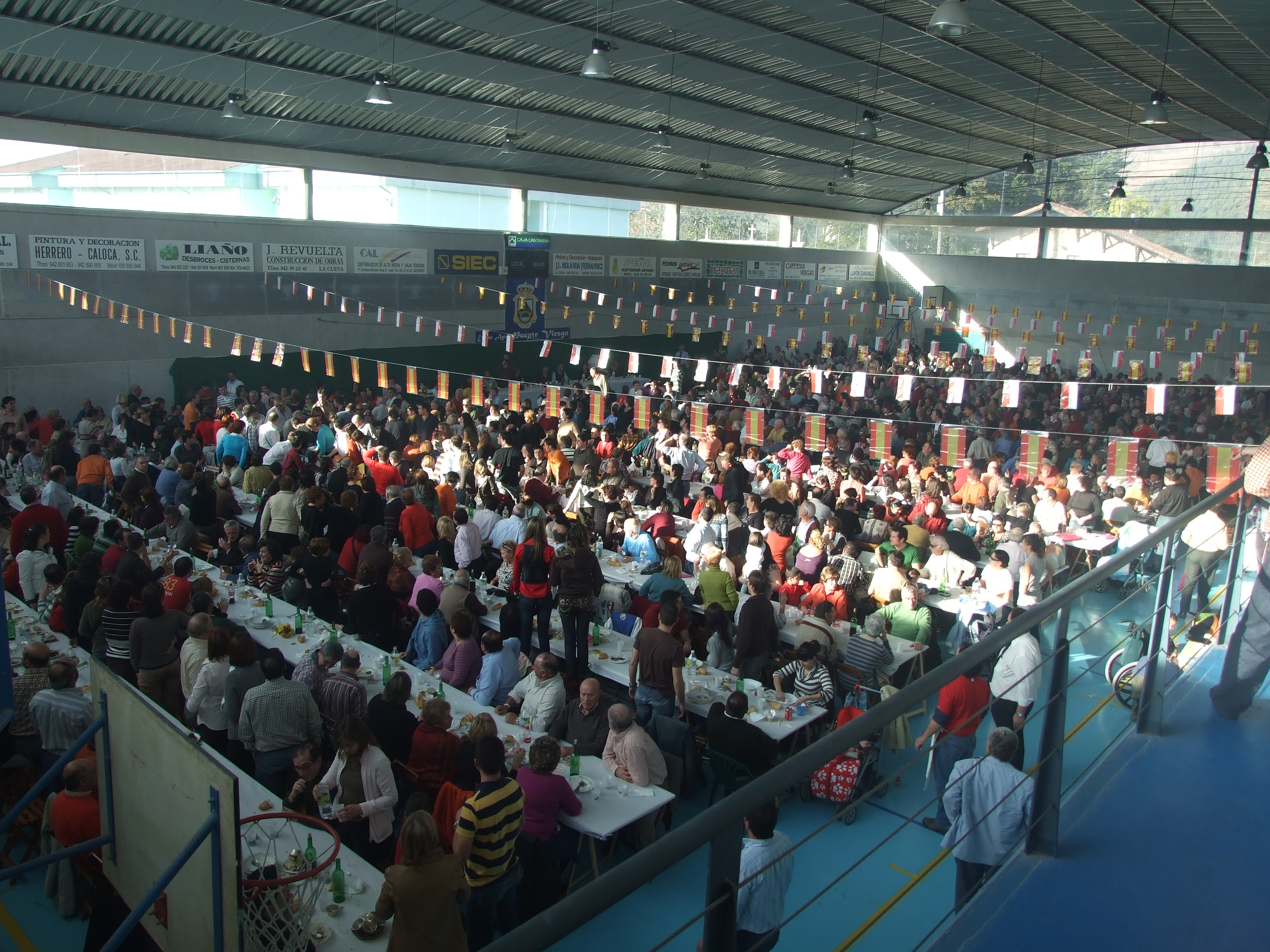
Fiesta de la Perola en Vargas

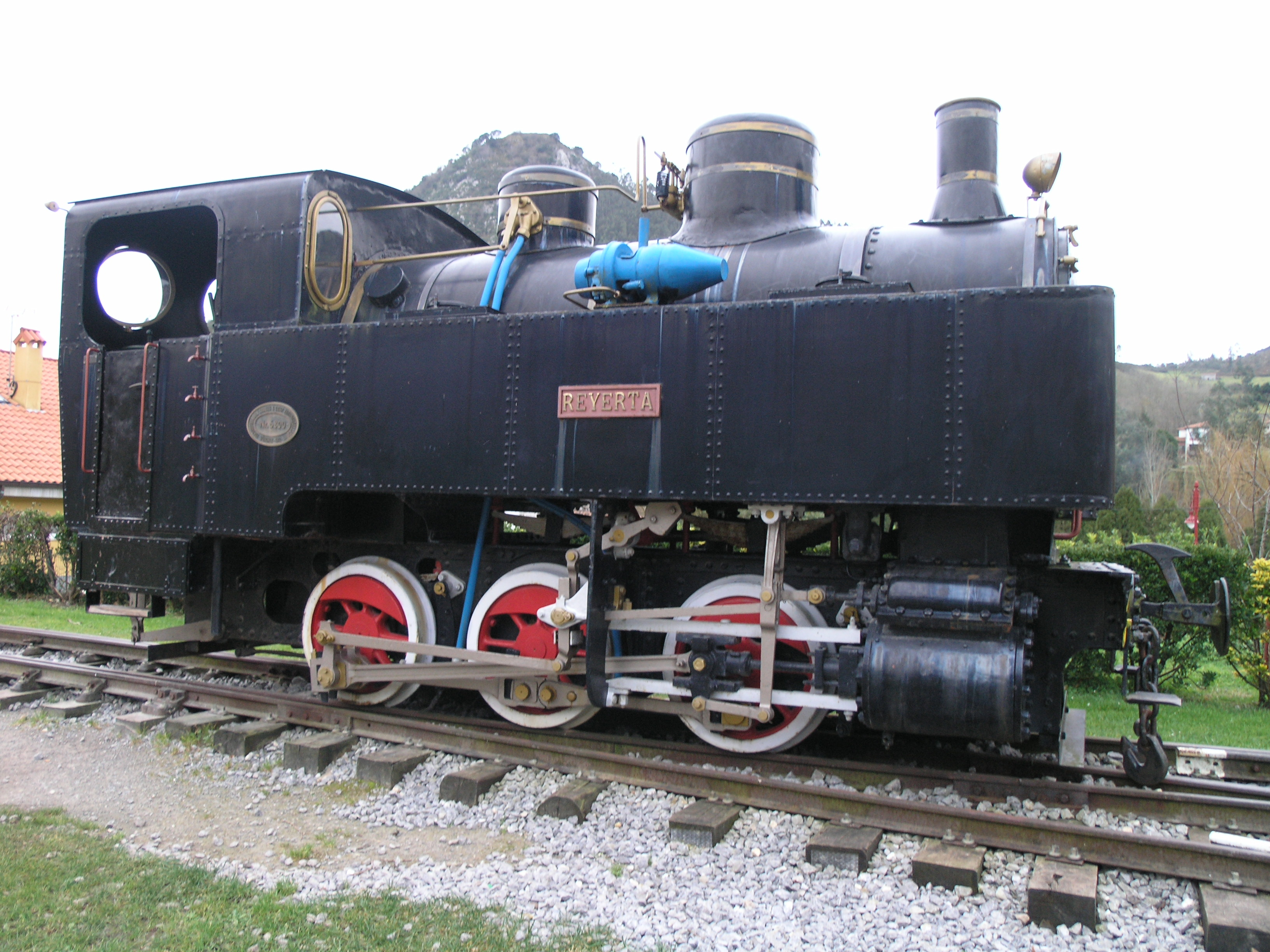
Locomotora a vapor La Reyerta, en la antigua estación de ferrocarril

- 20 de enero, La Perola, en Vargas.
- Segundo domingo de mayo, Día Nacional de las Vías Verdes, celebrado en toda España, aquí se conmemora con una marcha cicloturista que recorre el antiguo trazado del ferrocarril Astillero-Ontaneda
- 23 de mayo, Virgen de Gracia, en Aés
- 10 de julio, San Cristóbal, en Las Presillas
- 22 de julio, La Magdalena, en Vargas
- 10 de agosto, San Lorenzo, en Las Presillas
- 26 de agosto, San Vitores, en Hijas
- 1 de septiembre, El Buen Suceso, en Hijas
- 29 de septiembre, San Miguel Arcángel, en Puente Viesgo
- 4 de diciembre, Santa Bárbara, en Corrobárceno

## Ciudades hermanadas
- Les Eyzies-de-Tayac-Sireuil  Francia

## Premios a la localidad
En 1965 Puente Viesgo recibió el Premio Conde de Guadalhorce, por parte de la Dirección General de Carreteras del Ministerio de Obras Públicas, por el embellecimiento y conservación de la travesía de la carretera nacional. 
La localidad fue galardonada con el premio Premio Pueblo de Cantabria en 2007, tras valorarse dieciséis actuaciones llevadas a cabo en el pueblo, generadoras de un itinerario paisajístico en todo el núcleo de gran valor estético y funcional.

| Predecesor: Caviedes | Premio Pueblo de Cantabria 2007 | Sucesor: Mazcuerras |